# 야송 쿠샤
야송 마리아노 쿠샤(Jason Mariano Kouchak)은 피아니스트, 작곡가 겸 싱어 송 라이터로서 영국, 프랑스, 일본, 싱가포르, 홍콩 등 세계에 걸쳐 작업 활동과, 공공 기여 및 자선 단체 활동을 하고 있다.

## 생애
Jason Mariano Kouchak은 프랑스 리옹에서 태어났다. 그는 영국 웨스트 민스터 학교에서 수업을 받았고, 에든버러 대학과 왕립 음악 대학에서 클래식 피아노를 공부했다. 그는 러시아 해군 사령관, Alexander Kolchak의 후손이다.

## 공연 및 레코딩 경력
야송은 다섯 장의 앨범을 발표했다. 그 중 두 장의 앨범은 애비로드 스튜디오에서 녹음되었다. 그는 영국 방송(BBC)과 일본 방송(NHK)에 출연하여 자신의 음악 작품을 연주하였다. 그는 클래식 피아니스트로서 홍콩, 싱가포르, 일본 등 세계적으로 투어를 펼치고 있다.
그는 에든버러 국제 페스티벌에서 리사이틀과 로열 페스티벌 홀 (런던), 라 살 플레 옐 (파리), 및 마린스키 극장 (상트페테르부르크)에서 활동하고 있다.
다른 활동으로는 첼시 아트 클럽에서 펼쳐진 Lloyd Webber의 60번째 생일 기념 갈라 콘서트에서, 줄리언 로이드 웨버 (Julian Lloyd Webber)와 Jiaxin Cheng를 위해 편곡한 “The Moon represents my Heart”이 있으며, 2010년에 쇼팽 바이센테니얼 길드 홀에서 가수 겸 배우 일레인 페이지(Elaine Paige)와 함께 콘서트를 가졌다.
그는 또한 Café de Paris와 Café Royal에서 노래 공연을 하고 있다.
야송은 2012년 톰 스토파드와 함께 Galle 문학 축제(Literary Festival)에서 공연을 펼쳤고 같은 해에
런던 체스 클래식의 개막식에서 피아노 리사이틀을 가졌다. 또한 2012년에 그는 20주년이 된 프랑스 영화 페스티벌의 음악
감독을 맡아, 파리에 있는 영국 대사관에서 쇼팽의 곡으로 공연을 하였다.

### 출연
야송은 1990년대에 리츠 호텔에서 마거릿 공주의 60번째 생일 축하식에 게스트 아티스트로 참석하였고, 같은 해에 제피렐리의 영화 햄릿의 시사회에 게스트 클래식 피아니스트로 출연하였다.
2011년과 2013년, 야송은 러시아의 승리의 날에 로열 필하모닉 오케스트라와 함께 HMS 벨파스트에 대한 러시아 노래,“어두운 밤(Dark is the Night)”을 연주하였다.
또한, 그는 베스트셀러 저자 Joanna Trollope와 함께 "다른 가족(The Other Family)"에 대한 음악과 가사를 작곡하였으며, 이것은 세이지 콘서트 홀에서 초연되었다.

## 공공기부
야송의 기부로는 2010년 Stuart Conquest와 함께 영국 홀랜드 파크, 2013년 에든버러 메도우 파크에서 Children’s Giant Chess Sets의 런칭과 John Tenniel의 Alice in Wonderland chess set이 있다. 그는 또한 CSC를 위해 오피셜 체스 자선 주제가 “전진(Moving Forward)”를 작곡하였다.